# Jared Goldberg
Jared Lewis Goldberg (* 17. Juni 1991 in Boston, Massachusetts) ist ein US-amerikanischer Skirennläufer. Er ist auf die schnellen Disziplinen Abfahrt und Super-G spezialisiert und nahm zweimal an Olympischen Winterspielen teil.

## Biografie
Goldberg entstammt einer jüdischen Familie aus Boston, wo er auch geboren wurde. Sein Vater Don (Inhaber einer Zeitarbeitsfirma für IT-Berater) und seine Mutter Annette (eine Krankenschwester) arbeiteten im Winter jeweils als Teilzeit-Skilehrer in Killington (Vermont), wo der Sohn das Skifahren erlernte. Als Goldberg vier Jahre alt war, zog die Familie nach Utah und ließ sich in Salt Lake City nieder. Als Sechsjähriger fuhr er im Skigebiet Snowbird seine ersten Rennen, seine Bar Mitzwa feierte er in einer Skihütte. Nach der Highschool besuchte er das Westminster College. Als 15-Jähriger nahm er ab Dezember 2006 an FIS-Rennen teil, wobei er zunächst in allen Disziplinen antrat; das erste Rennen auf dieser Stufe gewann er im Januar 2009 bei einem Slalom. Einen Monat später folgten die ersten Einsätze im Nor-Am Cup. Nach seiner Aufnahme in den Kader des US-amerikanischen Skiverbandes nahm Goldberg 2010 an den Juniorenweltmeisterschaften teil, wo er Platzierungen im hinteren Mittelfeld erzielte.
Im Februar 2011 stieß Goldberg im Nor-Am Cup erstmals unter die besten zehn vor, die ersten Podestplatz in dieser Rennserie gelangen ihm am 12. Dezember desselben Jahres Panorama mit je einem dritten Platz in der Super-Kombination und im Super-G. Sein Debüt im Weltcup hatte er am 25. Dezember 2012 in Lake Louise, wo er im Super-G auf Platz 60 fuhr. Nur sechs Tage später holte er mit Platz 30 im Super-G von Beaver Creek den ersten Weltcuppunkt. Im Verlaufe des Winters 2012/13 gelang ihm der Durchbruch im Nor-Am Cup. Er gewann vier Rennen und stand vier weitere Male auf dem Podest, wodurch er sowohl die Gesamtwertung als auch die Abfahrtswertung für sich entschied. Ebenso gewann er 2013 erstmals den US-amerikanischen Abfahrtsmeistertitel. Nach einem verhaltenen Beginn der Weltcupsaison 2013/14 sorgte Goldberg für zwei Überraschungen, am 18. Januar mit Platz 12 in der Abfahrt von Wengen und acht Tage später mit Platz 11 in der Super-Kombination von Kitzbühel. Er qualifizierte sich für die Olympischen Winterspiele 2014 in Sotschi, wo er in der Super-Kombination erneut Elfter wurde und im Riesenslalom auf Platz 19 fuhr.
Während der Saison 2014/15 etablierte sich Goldberg endgültig im Weltcup. Bei seiner ersten Weltmeisterschaftsteilnahme in Beaver Creek erzielte er in der Kombinationsabfahrt die drittbeste Zeit. Kurz vor dem Ende der Saison 2015/16 traf er beim freien Skifahren in Snowbird mit seinem linken Ski einen im Schnee verborgenen Baumstamm und erlitt dabei einen Achillessehnenriss. Er erholte sich gut von dem Unfall und fuhr Ende Januar 2017 in der Abfahrt von Garmisch-Partenkirchen auf den zwölften Platz; einen Monat später kam in Kvitfjell ein 14. Platz hinzu. Seine erste Top-10-Platzierung im Weltcup erzielte Goldberg am 16. Dezember 2017 als Neunter der Abfahrt von Gröden. Er nahm auch an den Olympischen Winterspielen 2018 in Pyeongchang teil, dort war Platz 20 in der Abfahrt sein bestes Ergebnis.
Goldbergs Leistungen im Weltcupwinter 2018/19 waren unterdurchschnittlich. In fünf Rennen schaffte er es jeweils nur knapp in die Punkteränge, weshalb er die Weltmeisterschaften verpasste. Unmittelbar darauf überraschte er in der Abfahrt von Kvitfjell am 2. März, wo er entgegen dem Saisonverlauf sein bisheriges Karrierebestergebnis egalisierte. Auch die Saison 2019/20 verlief nicht zufriedenstellend, da er nicht über einen 20. Platz hinauskam. Am 19. Dezember 2020 wurde er in Gröden Sechster, konnte dieses herausragende Ergebnis im weiteren Verlauf der Saison 2020/21 jedoch nicht bestätigen. In der Saison 2021/22 waren die Ergebnisse ebenfalls unzureichend, weshalb er nicht an den Olympischen Winterspielen 2022 teilnehmen konnte. Deutlich erfolgreicher verlief hingegen die Weltcupsaison 2022/23. Goldberg wurde Neunter auf der Saslong in Gröden. Während der Abfahrt auf der Streif in Kitzbühel schien seine erste Podestplatzierung lange Zeit in greifbarer Nähe zu sein, doch dann verdrängte ihn Florian Schieder mit Startnummer 43 noch auf den vierten Platz.
Am 20. Dezember 2024 fuhr er im Super-G von Gröden als Zweiter erstmals in einem Weltcuprennen auf das Podest, wobei er auf den Sieger Mattia Casse nur eine Hundertstelsekunde verlor.

## Erfolge

### Olympische Spiele
- Sotschi 2014: 11. Super-Kombination, 19. Riesenslalom
- Pyeongchang 2018: 20. Abfahrt, 24. Super-G, 36. Kombination

### Weltmeisterschaften
- Vail / Beaver Creek 2015: 20. Abfahrt, 29. Kombination
- St. Moritz 2017: 20. Abfahrt, 21. Super-G
- Cortina d’Ampezzo 2021: 15. Super-G, 20. Abfahrt
- Courchevel 2023: 26. Abfahrt
- Saalbach-Hinterglemm 2025: 24. Abfahrt, 25. Super-G

### Weltcup
- 7 Platzierungen unter den besten zehn, darunter 1 Podestplatz

### Weltcupwertungen
| Saison  | Gesamt | Gesamt | Abfahrt | Abfahrt | Super-G | Super-G | Kombination | Kombination |
| Saison  | Platz  | Punkte | Platz   | Punkte  | Platz   | Punkte  | Platz       | Punkte      |
| ------- | ------ | ------ | ------- | ------- | ------- | ------- | ----------- | ----------- |
| 2012/13 | 144.   | 1      | –       | –       | 52.     | 1       | –           | –           |
| 2013/14 | 81.    | 57     | 39.     | 22      | –       | –       | 15.         | 35          |
| 2014/15 | 72.    | 82     | 36.     | 37      | 41.     | 15      | 16.         | 30          |
| 2015/16 | 93.    | 62     | 44.     | 15      | 44.     | 14      | 21.         | 33          |
| 2016/17 | 98.    | 48     | 31.     | 47      | 56.     | 1       | –           | –           |
| 2017/18 | 63.    | 97     | 26.     | 54      | 39.     | 15      | 19.         | 28          |
| 2018/19 | 103.   | 40     | 36.     | 33      | 60.     | 1       | 37.         | 6           |
| 2019/20 | 92.    | 65     | 32.     | 58      | –       | –       | 37.         | 7           |
| 2020/21 | 68.    | 98     | 23.     | 83      | 47.     | 15      | –           | –           |
| 2021/22 | 85.    | 66     | 31.     | 65      | 51.     | 1       | –           | –           |
| 2022/23 | 57.    | 130    | 22.     | 110     | 44.     | 20      | –           | –           |
| 2023/24 | 53.    | 148    | 27.     | 70      | 23.     | 78      | –           | –           |
| 2024/25 | 58.    | 141    | 37.     | 28      | 20.     | 113     | –           | –           |

### Nor-Am Cup
- Saison 2011/12: 8. Gesamtwertung, 3. Super-Kombinations-Wertung, 6. Super-G-Wertung
- Saison 2012/13: 1. Gesamtwertung, 1. Abfahrtswertung, 2. Super-G-Wertung, 4. Super-Kombinations-Wertung
- Saison 2013/14: 4. Super-G-Wertung, 6. Abfahrtswertung
- Saison 2018/19: 6. Abfahrtswertung, 8. Super-G-Wertung
- Saison 2021/22: 2. Abfahrtswertung
- 23 Podestplätze, davon 7 Siege:

| Datum             | Ort             | Land   | Disziplin         |
| ----------------- | --------------- | ------ | ----------------- |
| 5. Dezember 2012  | Copper Mountain | USA    | Abfahrt           |
| 6. Dezember 2012  | Copper Mountain | USA    | Abfahrt           |
| 16. Dezember 2012 | Panorama        | Kanada | Super-G           |
| 16. Dezember 2012 | Panorama        | Kanada | Super-Kombination |
| 23. März 2022     | Sugarloaf       | USA    | Abfahrt           |
| 23. März 2022     | Sugarloaf       | USA    | Abfahrt           |
| 23. März 2022     | Whistler        | Kanada | Abfahrt           |

### Europacup
- Saison 2019/20: 8. Abfahrtswertung
- 2 Podestplätze, davon 1 Sieg:

| Datum            | Ort       | Land     | Disziplin |
| ---------------- | --------- | -------- | --------- |
| 29. Februar 2020 | Kvitfjell | Norwegen | Abfahrt   |

### Juniorenweltmeisterschaften
- Mont Blanc 2010: 37. Abfahrt, 38. Super-G

### Weitere Erfolge
- US-amerikanischer Meister in der Abfahrt 2013 und 2021
- 1 Sieg im Australia New Zealand Cup
- 17 Siege in FIS-Rennen